# Roseland (Indiana)
Pour les articles homonymes, voir Roseland.
Roseland est une municipalité située dans le comté de Saint Joseph, dans l’État de l'Indiana, aux États-Unis. Lors du recensement de 2020, elle comptait 854 habitants.